# Basstemme
 Denne artikel omhandler stemmen i et musikstykke. For andre betydninger af bas, se Bas.
En basstemme, er den dybeste stemme i et musikstykke, ofte opbygget af grundtoner eller ledetoner.
Basstemmen bruges til at skabe en "bund" i musikken. Stemmen spilles af bas-instrumenter, der generelt er meget større end andre instrumenter, skyldet den lave frekvens, der skal til for at spille dybe toner. Nogle af de mest brugte er kontrabassen og basguitaren.
I orgelmusik spilles basstemmen normalt på pedalværket.